# ナヌム
ナヌム（Nanum）は、アッカド帝国の王。シャル・カリ・シャッリ王の死後3年間にわたり、イギギ、イミ、エルルとの間で権力を争った。その争いは次の王ドゥドゥがアッカド全土を統合するまで続けられた。